# Liste der Monuments historiques in Couvignon
Die Liste der Monuments historiques in Couvignon führt die Monuments historiques in der französischen Gemeinde Couvignon auf.

## Liste der Objekte
| Bezeichnung                                   | Beschreibung                               | Standort                       | Kennzeichnung | Schutzstatus | Datum | Bild |
| --------------------------------------------- | ------------------------------------------ | ------------------------------ | ------------- | ------------ | ----- | ---- |
| Skulptur einer Heiligen                       | Kalkstein, 16. Jahrhundert                 | in der Kirche St-Martin (Lage) | PM10004938    | Inscrit      | 1985  |      |
| Skulptur Madonna mit Kind                     | Kalkstein, farbig gefasst, 16. Jahrhundert | in der Kirche St-Martin (Lage) | PM10004663    | Inscrit      | 1985  |      |
| Skulptur Der heilige Martin heilt eine Kranke | Holz, farbig gefasst, 17. Jahrhundert      | in der Kirche St-Martin (Lage) | PM10004664    | Inscrit      | 1985  |      |
| Kruzifix                                      | Holz, farbig gefasst, 18. Jahrhundert      | in der Kirche St-Martin (Lage) | PM10004665    | Inscrit      | 1985  |      |